# Le Phare de l'angoisse
Le Phare de l'angoisse (titre original : Lighthouse) est un film d'horreur britannique réalisé par Simon Hunter, sorti en 1999.

## Synopsis
À la suite d'une panne de radar, un navire de la prison est immobilisé non loin d'un ilot surmonté d'un phare. Un dangereux meurtrier psychopathe, Leo Rook (Christopher Adamson) profite de la confusion pour voler un canot et s'échapper, il parvient sur l'île et massacre les employés du phare. Le vaisseau tente de repartir malgré l'absence de radar mais s'échoue sur les récifs à proximité d'un îlot. Un petit groupe composé d'officiers, de prisonniers (dont deux enchaînes l'un à l'autre) et d'une psychologue parvient à gagner l'île. Mais Leo Rook les attends et cherche de les éliminer.

## Fiche technique
- Titre : Le Phare de l'angoisse
- Titre original : Lighthouse
- Réalisation : Simon Hunter
- Scénario : Graeme Scarfe
- Photographie : Tony Imi
- Montage : Paul Green
- Musique : Debbie Wiseman
- Société de production :
- Producteurs : Tim Dennison, Mark Leake,  Chris Craib
- Pays de production :  Royaume-Uni
- Langue : Anglais
- Genre : Horreur
- Durée : 95 minutes
- Dates de sortie : 
  - Suède : 17 novembre 1999
  - Royaume-Uni : 17 juillet 2002
- Interdit aux moins de 12 ans

## Distribution
- James Purefoy : Richard Spader
- Christopher Adamson : Leo Rook
- Rachel Shelley : Dr Kirsty McCloud
- Don Warrington : Ian Goslet
- Paul Brooke : Capitaine Campbell
- Christopher Dunne : O'Neil
- Pat Kelman : Spoons
- Bob Goody : Weevil
- Peter McCabe : Hopkins

## Autour du film
- Les extérieurs ont été tournées en Cornouailles et à Hastings dans l'East Sussex.
- Ce film fit partie de la sélection officielle du festival de Gérardmer 2000 - Fantastic'Arts, mais il fut tout de même plutôt mal accueilli par les critiques (20 % de critiques positives sur Rotten Tomatoes et 1,9/5 sur AlloCiné).